# Acacia applanata
Acacia applanata är en ärtväxtart som beskrevs av Bruce R. Maslin. Acacia applanata ingår i släktet akacior, och familjen ärtväxter. Inga underarter finns listade i Catalogue of Life.